# A Trajetória do Albergue David Miranda: De CPA IV a Espaço de Homenagem

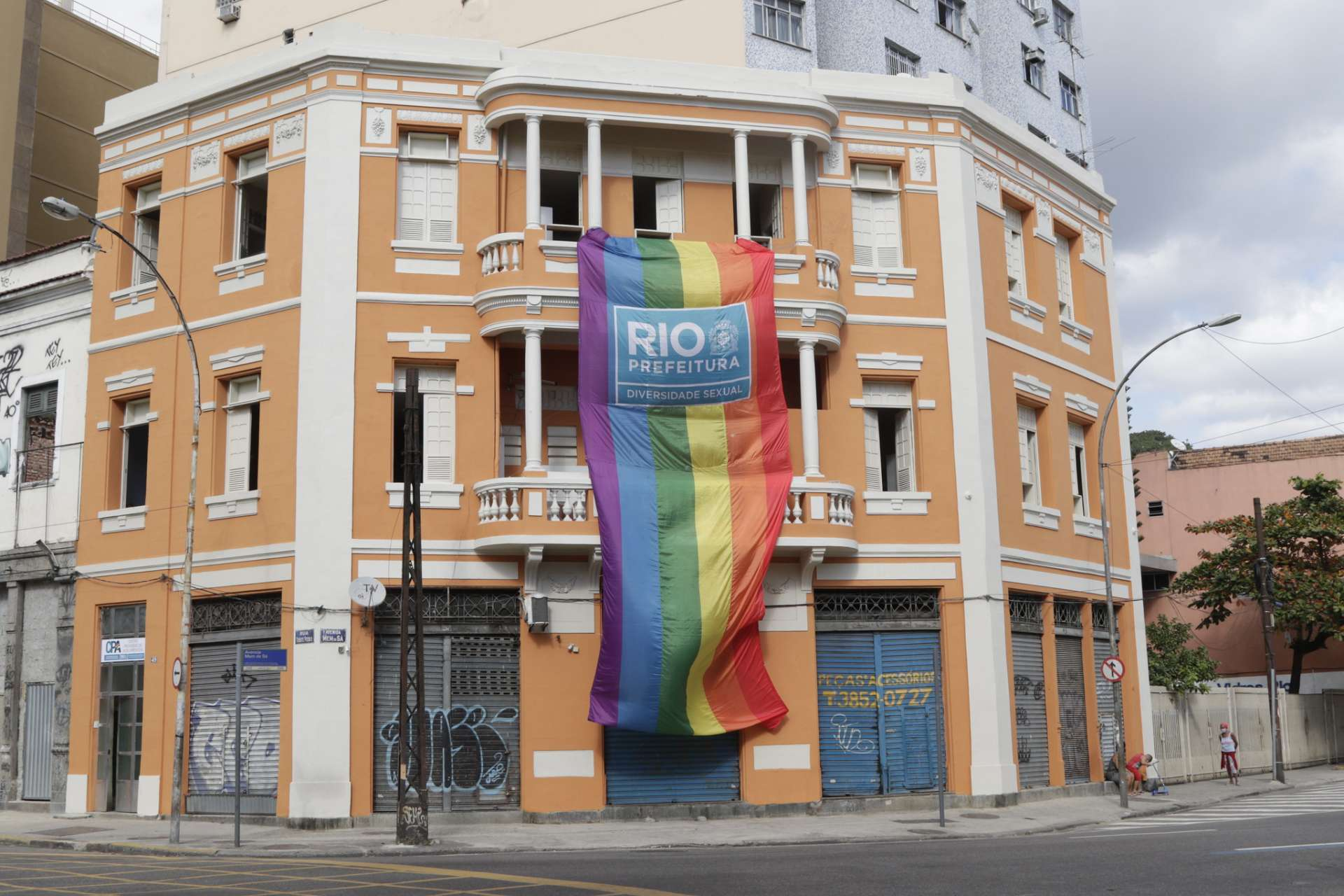
Fachada Abrigo David Miranda

O Albergue David Miranda é um marco importante no acolhimento da população LGBTQIA+ em situação de rua no Rio de Janeiro. Sua história e nome refletem a evolução das políticas públicas.

## Inauguração como CPA IV em 2020
Em 28 de junho de 2020, a Prefeitura do Rio de Janeiro, por meio da Secretaria Municipal de Assistência Social e Direitos Humanos (SMASDH) e da Coordenadoria Especial da Diversidade Sexual (CEDS-Rio), inaugurou um Centro Provisório de Acolhimento (CPA) na Rua Tenente Possolo, no Centro.
Este espaço foi o quarto CPA implementado pela prefeitura em resposta à pandemia de COVID-19, oferecendo 50 vagas dedicadas exclusivamente à população LGBTQIA+. A inauguração contou com a presença de autoridades como a Secretária da SMASDH, Tia Ju, e o Coordenador Especial da Diversidade Sexual, Nélio Georgini. A data foi escolhida intencionalmente para coincidir com o Dia Internacional do Orgulho LGBTQIA+.

## A Homenagem e a Renomeação em 2023
Posteriormente, em 2023, o CPA IV foi oficialmente renomeado para Albergue David Miranda. Essa mudança foi uma homenagem póstuma ao ex-deputado federal David Miranda, um notório ativista dos direitos LGBTQIA+ e das causas sociais, que faleceu no mesmo ano. Portanto, a informação correta é que o espaço físico destinado ao acolhimento LGBTQIA+ foi inaugurado em 2020 como CPA IV, e somente em 2023 recebeu o nome de Albergue David Miranda, consolidando seu papel como um referencial na cidade.